# Dziennikarstwo internetowe
Dziennikarstwo internetowe (ang. online journalism) – przygotowywanie przekazu dotyczącego wydarzeń i faktów, zgodnego ze specyfiką internetu, i jego rozpowszechnianie za pośrednictwem internetu (a zwłaszcza portali, wortali, blogów, newsletterów, kanałów RSS itp.) do szerokiego grona odbiorców. 
Przekaz internetowy, który można by uznać za dziennikarski, powinien:
1. mieć charakter informacyjny,
2. być gatunkowo zbliżony do komunikatów medialnych,
3. być przygotowany z zamiarem publikacji przede wszystkim w internecie,
4. oraz przez określony czas być dostępny w internecie.

To rozgraniczenie wyklucza z grona dziennikarzy internetowych tych, którzy przygotowują treści na potrzeby prasy czy telewizji, które później kopiowane są na łamy serwisów internetowych. Zdaniem autora definicji mianem dziennikarza internetowego nie można także określić kogoś, kto jedynie uczestniczy w rozmowach na czacie, czy też zamieszcza w internecie ogłoszenia lub oferty w serwisach aukcyjnych.
Definicję dziennikarstwa internetowego można też spróbować stworzyć w odniesieniu do polskiego prawa prasowego oraz kryterium finansowego (zarobków).

## Cechy dziennikarstwa internetowego
Leszek Olszański wymienia wśród cech dziennikarstwa internetowego:
- szybkość reakcji na wydarzenia,
- znacznie dłuższy cykl życia publikacji w internecie niż na papierze,
- możliwość wprowadzania wielokrotnych modyfikacji i uzupełnień w opublikowanym tekście,
- różnice w makiecie strony internetowej i papierowej gazety,
- możliwość samodzielnego komentowania publikowanych informacji przez czytelników,
- multimedialność,
- ściśle informacyjny charakter internetu.

## Media internetowe
Wyróżnić można wiele rodzajów mediów internetowych, które można uznać za szczególnie "dziennikarskie":
- portale horyzontalne,
- wortale (tematyczne),
- serwisy dziennikarstwa obywatelskiego,
- blogi,
- internetowe stacje telewizyjne,
- internetowe stacje radiowe.

Na ten podział nałożyć można inny – na kanały, za pośrednictwem których przekaz dziennikarski dociera do odbiorców. Tu wyróżnić można: strony WWW, e-maile, grupy i fora dyskusyjne, serwisy typu Wiki, kanały RSS, transfer strumieniowy (dotyczy materiałów audio i wideo) itd.